# إبراهام ماكليلان
إبراهام ماكليلان (بالإنجليزية: Abraham McClellan)‏ هو قاضي ومحامي وسياسي أمريكي، ولد في 1 نوفمبر 1776، وتوفي في 18 سبتمبر 1851. حزبياً، نشط في الحزب الديمقراطي.